# Anerood Jugnauth
Sir Anerood Jugnauth, KCMG, QC, GCSK, PC (tiếng Hindi: अनिरुद्ध जगन्नाथ sinh ngày 29 tháng 3 năm 1930 - mất ngày 3 tháng 6 năm 2021), là Thủ tướng Chính phủ hiện tại của Mauritius. Ông là một chính trị gia Mauritia là Tổng thống Mauritius từ năm 2003 đến 2012. Trước đó ông là Thủ tướng Mauritius 1982-1995 và một lần nữa từ năm 2000 đến năm 2003. Sau chiến thắng của đảng ông trong cuộc tổng tuyển cử năm 2014, ông được Tổng thống Purryag bổ nhiệm một lần nữa để phục vụ nhiệm kỳ thủ tướng thứ sáu của mình vào ngày 14 tháng 12 năm 2014.